# Ikarus 211
Ikarus 211 — автобус з 200 модельного ряду Ikarus. Ця модель дуже подібна до Ikarus 250, Ikarus 255, Ikarus 256, проте у довжину автобус досягає 8 з половиною метрів. 211 модель почала випускатися Ikarus з початку 1970-х років і зупинена у 1990-х. Автобуси Ikarus-211 широко були розповсюджені по містах НДР (нині Німеччина) і в Угорщині, в Україні ці автобуси є рідкістю. 211 модель придатна працювати як екскурсійна так і міжміська. Також відома модифікація Ikarus 211.51.

## Опис моделі

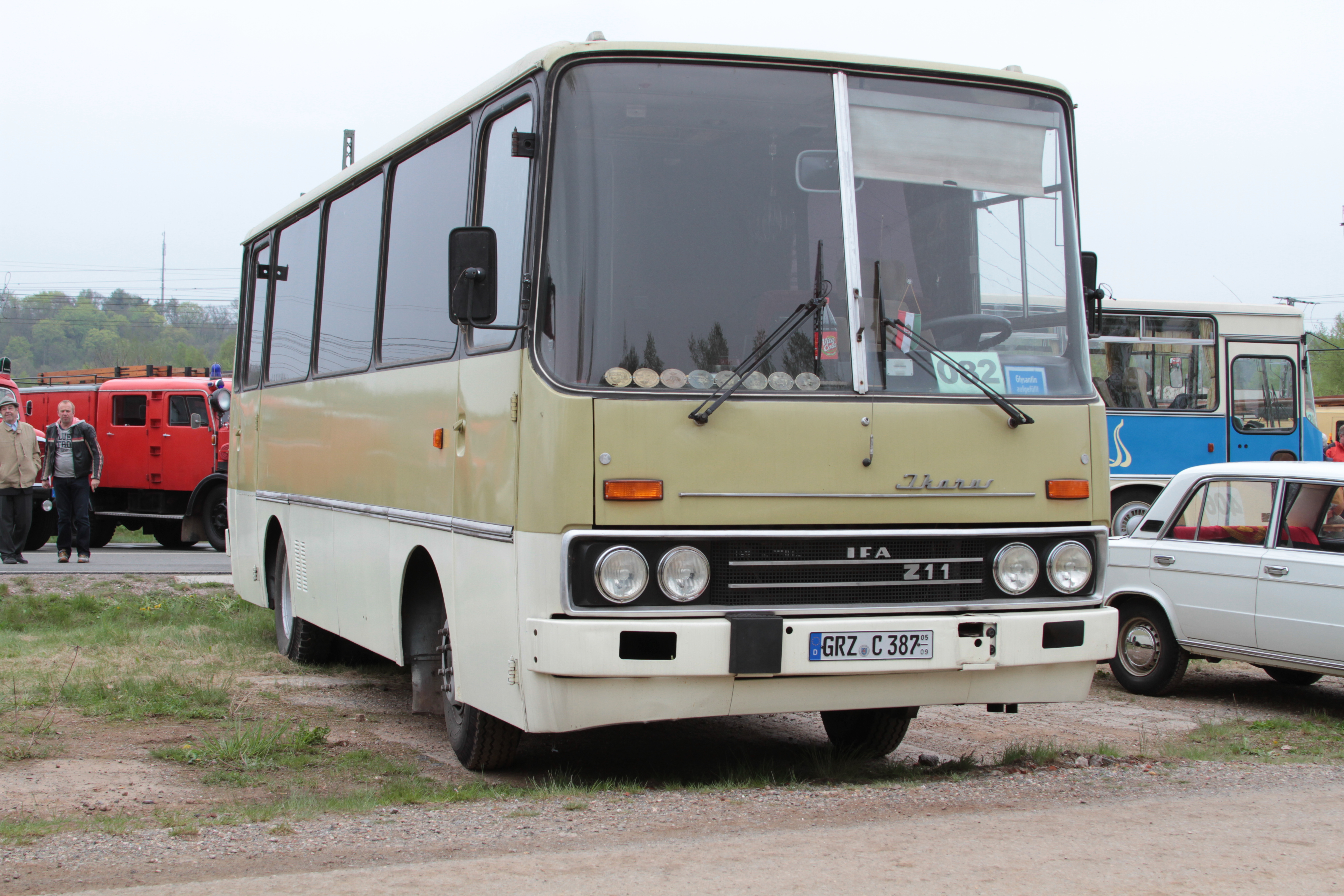
Ikarus 211

Ikarus 211 є автобусом середнього класу і призначений він працювати у містах або на міжміських автошляхах. Порівняно з «великим побратимом» 200 серії — Ikarus 250 цей автобус став більше ніж на 3 метри менше (точніше, на один віконний отвір), що серйозно позначилося на його довжині (8.50) метра і пасажиромісткості, ширина автобуса лишилася незмінною, у висоту автобус став рівно 3 метри. Кузов автобуса став важити набагато менше завдяки зменшенню його розмірів (споряджена маса автобуса з усім обладнанням становить 6.5 тон), сам дизайн і компонування кузова залишився незмінним — тримальний кузов вагонного компонування, а сама форма повністю «квадратна». Передок автобуса має схожу форму з Ikarus 255: фари у автобуса одинарні і округлі, бампер зварний, прибитий до кузова, у нього вмонтовані протитуманні фари. Радіатор автобуса неприкритий, зазвичай на радіатор кріпиться емблема Ikarus з назвою моделі. Лобове скло автобуса «виросло» угору, схоже до 250-х моделей, вікно розділено надвоє, склоочисників 2 штуки, вони переміщаються у 2 режимах швидкості за допомогою тягових важелів. Дзеркала бокового виду малого розміру, праве близьке до форми «вуха зайця». Кузов автобуса зроблений зі сталевих листів, а вторинно покритий металопластиком; обшивка цього автобуса дуже міцна і не деградується десятиріччями, завдяки чому у автобуса дуже великих ресурс кузова. Боковини і задок автобуса теж збиті зі сталевих листів; передок і задок з суцільнотягненого листа. Автобуси Ikarus-211 фарбувалися у Радянському союзі переважно у типову для поставлених до СРСР Ikarus'ів: вони були червоно-білими: червоними були дах і боковини, передок і задок (у останніх трьох червоними була лише верхня частина); білими були нижня частина боковин і задка; також автобуси могли фарбуватися у синьо-білий колір (такий колір фарбування автобуса зображено на фотографії). З самого початку виробництва, двері автобуса були цілком механічними (як задні, так і передні були на ручках і їх було потрібно відкривати вручну), проте з часом їх замінили на автоматичні двері, що розсувалися паралельно до кузова за допомогою привода. Двигун автобуса розміщено за задньою панеллю. Двигун автобуса, як і ходова частина не були угорського виробництва RABA, а НДР-івського «IFA». Чотирициліндровий двигун автобуса є достатньо слабким (потужність — 101 кіловат), проте достатнім для руху 8.5-метрового автобуса (двигуни Raba-D2156HM6U і Raba-D2156HM6UT) були потужністю 142—192 кіловати. Салон автобуса є дещо модернізованим порівняно з 200 моделями Ikarus, проте численні недоліки планування та іншого теж властиві цьому автобусові. Настил підлоги автобуса з лінолеуму, проте доволі низькоякісного. Сидіння автобуса є набагато більш комфортабельними, вони м'які і роздільного типу, менші аніж у Ikarus-250 i Ikarus-256. Усього у автобусі 7 рядів по 4 сидіння і 5 сидінь з самого заду автобуса, що утворюють типовий «диван». У крісел є підлокітники, проте вони закріплені на трубках-тримачах і встановлені на верхній позиції, що додає пасажирам труднощів у пересуванні. Сидіння встановлені на помостах, а вікна у автобуса розділені, знову ж нетоновані (що лишається однією з головних вад 200 модельного ряду). Зверху встановлено панель, куди можна покласти дорожні сумки. Попри комфортабельність сидінь, ширина між рядами залишилася невеликою, а крісла узагалі не розкладаються. Захист від сонця забезпечується за допомогою завісок, щоправда вони досить погано захищають від сонця. Кондиціонування здійснюється виключно через люки, а зсувних кватирок, як у 250, 255 і 256 моделей у автобуса немає узагалі. Підсвіка у темну пору доби здійснюється за допомогою великих плафонових ламп. Кабіна водія автобуса відкритого типу і за побудовою майже не відрізняється від споріднених моделей. Єдиною перевагою кабіни водія є єдина зсувна кватирка та більша відстань від крісла водія до педалей і кермо, що розташовано вище і прямо (на відміну від 255 моделі). Кермо автобуса з гідропідсилювачем системи ЗІЛ-130, що використовувалося на однойменних повоєнних вантажівках, що свого часу добре себе зарекомендували. Приладова панель автобуса розділена на три частини: показникові прилади як спідометр і тахометр (типові «Ікарусівські»), бензинометр та інші розташовані навпроти рульової колонки. Більшість клавіш розташовані з лівого боку; радіо — з правої колонки. Коробка передач стала 5-ступінчастою, важіль перемикання залишився досить незручним і великого розміру. Педалі автобуса майже не змінилися за винятком педалі акселератора, яка стала одно розміру з педаллю гальма. Місце водія може бути обладнане мікрофоном, якщо автобус працює як екскурсійний.

## Характеристика автобуса
Через час випуску, автобус 211 моделі Ikarus не відповідає багатьом технічним нормам та стандартам, та усе ж має декілька переваг. Сидіння у автобуса зроблені з набагато більшим комфортом (у пізніших моделях) іншою перевагою моделі є високий ресурс роботи кузова (окремі моделі від'їздили понад 20 років); набагато менша маса остову, а отже автобус є трохи динамічнішим і швидшим від більших за класом 250 і 256 моделей. Крісло водія відсунуте від керма, що додає водієві зручності при керування рульовим колесом і педалями. На цьому список переваг цього автобуса закінчується.
Недоліків цієї моделі значно більше аніж переваг. Автобус не використовує Ікарусівської ходової частини і «рідного» двигуна Raba, замість нього ходова частина і двигун від IFA, що утім нічим добрим не відрізняється від Raba — потужністю 101 кіловат і такий же шумний; проблема нетонованих вікон майже не вирішена, а завіски погано захищають від сонця. Сидіння стали меншими, проте відстань між рядами залишилася невеликою (подібно до Ikarus 255). Двері автобуса повністю механічні і лише у деяких моделях автоматичні. Іще одним серйозним недоліком конструкції є повна відсутність зсувних кватирок для кондиціонування. Багажних відсіків узагалі немає, враховуючи те, що автобус не розрахований на далекі перевезення.

## Технічні дані
| Модифікація                                             | Ikarus 211                          |
| Клас                                                    | середній                            |
| Призначення                                             | міський міжміський екскурсійний     |
| Виробництво, роки                                       | початок 1970-х — середина 1990-х    |
| Подібні                                                 | Ikarus 250; Ikarus 255; Ikarus 256. |
| Довжина, мм                                             | 8500                                |
| Ширина по модлінгу, мм                                  | 2500                                |
| Висота, мм                                              | 3000                                |
| Кузов                                                   | вагонного компонування, тримальний  |
| Передній звис, мм                                       | 2070                                |
| Задній звис, мм                                         | 2400                                |
| Колія передніх коліс, мм                                | 1900                                |
| Колія задніх коліс, мм                                  | 1980                                |
| Колісна база, мм                                        | 4300                                |
| Кліренс, мм                                             | 350                                 |
| Розташування двигуна                                    | за задньою панеллю                  |
| Фари (світлотехніка), передок                           | одинарні круглі на передку          |
| Споряджена маса, кг                                     | 6500                                |
| Повна маса, кг                                          | 10130                               |
| Осі                                                     | 2 штуки                             |
| Колісна формула                                         | 4×2                                 |
| Навантаження на передню вісь, кг                        | 3430                                |
| Навантаження на задню вісь, кг                          | 6800                                |
| Двері                                                   | 2 штуки механічні або автоматичні   |
| Настил підлоги                                          | лінолеум                            |
| Крісла                                                  | м'які, роздільного типу             |
| Кількість рядів                                         | 8+1                                 |
| Повна місткість автобуса, чол                           | 32                                  |
| Кондиціонування у салоні                                | через люки                          |
| Рульовий привід                                         | ЗІЛ-130 з гідропідсилювачем         |
| Кількість передач КПП                                   | 5+1                                 |
| Тип двигуна                                             | дизельний                           |
| Двигун                                                  | IFA 4 VD                            |
| Потужність, кіловат                                     | 101                                 |
| Робочий об'єм, літри                                    | 6.56                                |
| Кількість циліндрів, штуки                              | 4                                   |
| Обертальний момент, Нм                                  | 430                                 |
| Витрати палива при швидкості 60 км/год на 100 км, літри | 24.5                                |
| Розгін 0—60 км/год за, сек                              | 36                                  |
| Максимальна швидкість, км/год                           | 103                                 |